# 萨格奈-圣让湖区
萨格奈-圣让湖区（法語：Saguenay–Lac-Saint-Jean）位于加拿大魁北克省中南部，聖勞倫斯河北岸，以著名的圣让湖与萨格奈湾等自然风光闻名，是魁北克省著名的集自然与人文于一体的旅游胜地。面积98710.11平方公里，是魁北克省第三大行政区。人口27万4880（2011年人口普查），下辖4个县，一个独立市薩格奈（山更尼），总共约60个城镇，1个印第安保留地。

## 行政区划
- 县
  - du Fjord-du-Saguenay
  - Lac-Saint-Jean-Est
  - Domaine-du-Roy
  - Maria-Chapdelaine
- 独立市
  - 薩格奈（Saguenay）
- 印第安保留地
  - Mashteuiatsh